# Tilsa Tsuchiya
Tilsa Tsuchiya Castillo (Supe, 24 de septiembre de 1928-Lima, 23 de septiembre de 1984) fue una pintora y grabadora peruana de ascendencia japonesa y china conocida por sus pinturas de mitos y leyendas peruanas. Está considerada como uno de los mayores exponentes de la pintura peruana, habiendo ganado el prestigioso Premio Bienal de Teknoquímica. Su maestro, Ricardo Grau, también había recibido el premio Bienal un año antes. Tsuchiya se graduó en la Escuela Nacional Superior Autónoma de Bellas Artes del Perú en 1959. La obra de Tsuchiya abordó las cuestiones contemporáneas de género e identidad y se le ha vinculado con los primeros surrealistas.

## Biografía

### Orígenes e Infancia
Tilsa Tsuchiya nació en Supe, al norte de Lima, en 1928. Su padre, Yoshigoro Tsuchiya (1878-1947), nació en la ciudad japonesa de Chiba y pertenecía a la aristocracia de aquel país. Yoshigoro llegó al Perú luego de estudiar un posgrado de medicina en Alemania y Estados Unidos. Durante ese trayecto de viajes por Europa y Norteamérica, el padre de Tilsa conoció a los hermanos Leguía y Salcedo, con quienes estableció un gran vínculo de amistad, siendo posteriormente nombrado por el primer gobierno de Augusto Leguía como médico titular de la Hacienda San Nicolás (norte de Lima), velando por la salud de sus compatriotas japoneses que trabajaban en el sector agrario, luego tuvo discrepancias con el gobierno peruano por permitir el maltrato que se le daba a la clase campesina en todo el país. El médico diplomático se casó con una joven peruana tusan de origen hispanochino llamada María Luisa Castillo Olórtegui. Fruto de ese matrimonio, nacieron la pintora Tilsa Tsuchiya y sus siete hermanos, quienes quedaron huérfanos siendo aún muy jóvenes. Sin embargo, ella aprendió a dibujar a una edad muy temprana.

### Educación
Esta gran pintora de reconocimiento mundial, inició sus estudios en la Escuela Nacional de Bellas Artes de Lima (1947), en ese mismo año enfrentó la muerte de su padre y dos años después la muerte de su madre, motivos por los cuales se vio obligada a interrumpir sus estudios para poner una vidriería y taller de enmarcado con su hermano Wilfredo.
A su regreso a la Escuela de Bellas Artes se inscribió en los talleres de los artistas Carlos Quizpez Asín y Ricardo Grau, además de ser alumna particular del pintor Manuel Zapata Orihuela. Desde sus inicios se distinguió por su singular personalidad con un estilo muy propio.[cita requerida] Regresó con honores obteniendo la Gran Medalla de Oro en Pintura, de la Promoción 1959. Siendo todavía alumna ganó el Segundo Premio del Salón Municipal del año 1957 y participó del envío peruano a la Primera Bienal de la Juventud convocada en París en 1958. En 1960 viajó a Francia para estudiar Grabado en la École des Beaux-Arts e Historia del Arte en la Sorbona, residiendo en el país europeo hasta mediados de la década de los setenta. Su trabajo correspondiente a este período parisino es de tono oscuro y de una estética minimalista.[cita requerida]

### Carrera artística
Su arte se hizo más notorio con su exposición en el Instituto de Arte Contemporáneo en 1968. En 1970 obtuvo el Premio Tecnoquímica, reconocimiento que consolida su ascendente carrera artística. Finalmente en 1975 regresó al Perú y se instaló en la Calle Portugal, del distrito limeño de Breña. A partir de entonces su trabajo empezó a adquirir elementos de fantasía y narrativa, incorporando aspectos de la imaginería y de la mitología de los indígenas peruanos con influencias europeas.

### Vida personal
En 1948 nació en Huánuco su primer hijo, Orlando Cornejo Tsuchiya. En 1963 se casó con el francés Charles Mercier y adquirió la nacionalidad de su esposo;[cita requerida] ese mismo año nació su segundo hijo, Gilles Mercier Tsuchiya. En 1973 obtuvo el divorcio y se instaló definitivamente en Lima. Falleció en 1984, víctima del cáncer, a los cincuenta y cinco años de edad. 

## Características de su obra
«La obra de Tilsa era fascinante por su técnica, por su manera de aplicar la pincelada, era un toque de pincel muy corto, y que iba produciendo gradaciones de uno a otro color, estos tipos de sfumatos y "veladuras" a la manera de los antiguos cuadros chinos y japoneses de los años 1000 más o menos».
Marilú Yong Tsuchiya.
Sobre la Obra de Tilsa Luis Eduardo Wuffarden señala: «Su aporte consistió en forjar potentes imágenes de la hibridez —entrecruzando claves autobiográficas y puntos de convergencia cultural— que aparecen ante nosotros como percepciones exacerbadas de enigmas esenciales a la condición humana; la identidad que asoma de la obra de Tilsa es un encuentro con lo universal».
«Sus visiones quietas y atemporales permanecen abiertas a múltiples lecturas cada obra invita a ser percibida como parte de un proyecto artístico totalizador, cuya búsqueda de perfección formal sólo fue condición necesaria para avanzar. Por ello hay una estricta coherencia entre todas las fases de su trayectoria, que se irán prefigurando unas a otras y encadenándose con la precisión de un sofisticado engranaje».
A principio Tilsa —heredera directa de la generación de los «independientes»— debió evolucionar contracorriente del medio. Su primer empeño figurativo se oponía a la oleada abstraccionista que dominaba entre los jóvenes pintores peruanos. Después, la vivencia cosmopolita tampoco significó una conversión a las vanguardias de turno. Europa la confrontó con la gran tradición, le descubrió el Oriente y confirmó su vocación latinoamericanista.
Se fue convirtiendo en una de las artistas más reconocidas e influyentes del país. Algunas de sus obras más características podrían ser interpretadas como los fragmentos de un vasto autorretrato interior.
«Lo que Tilsa había expuesto en Lima desde su regreso de París en 1966, era lo contrario a la escena local. La artista había desarrollado, durante su estancia europea, un modo de pitar claramente identificable, delicadas y diminutas pinceladas que parecían capturar la luz tenue que se difumina a través de una materia traslúcida: atmósferas neblinosas o profundidades subacuáticas. A ello hay que sumarle los personajes imaginarios, criaturas que recuerdan a peces y animales anfibios, con rasgos de reminiscencias precolombinas, parecidos a mascarás de la cultura Chancay o a estilizados perfiles de cabezas clavas. Y, a pesar que cada cuadro podía ser descrito como una escena, con protagonistas y personajes secundarios, en ellos no pasa nada: parecen atemporales, como si lo único que hicieran fuera estar ahí para contemplar y ser contemplados. Y todo absolutamente todo imbuido de una ternura que hace sorprendentemente amable la extrañeza de todo el conjunto».

## Temática de su obra
Inicialmente «costumbrista», su temática se refería a la reinterpretación de elementos cotidianos, siempre vistos y percibidos desde la realidad; es así que encontramos en sus primeros años bodegones con elementos que recuerdan a la calle Billinghurst, o los músicos andinos y comensales, añadiendo que muchas de sus obras iniciales eran planos debido a la influencia de un maestro cubista que tenía en la universidad.
Durante los años de su experiencia parisina (1960-1966), recibe la influencia de la lectura de René Guénon, que marcarían su vida y pintura.
En el tiempo pasa a personajes marinos que acompañan su obra, elementos subacuáticos, destacan en este repertorio la forma curva como estructura básica, presente tanto en montañas como peces, ramas, falos y lenguas; el modo en que muchos personajes yacen unos sobre otros y cómo se apoyan, espalda con espalda; unos en otros; la presencia de los peces como soporte y como montura de otros personajes, el modo en que algunos personajes, montañas y formas se asemejan a cactáceas están formados por otros seres, como si estuvieran habitados por dentro, y de similar manera, el hecho de que muchas veces los miembros (brazos, piernas, penes, cordones umbilicales, lenguas) son a su vez otras criaturas, peces en la mayoría de ocasiones.
Algunos críticos han encontrado en su pintura similitudes con los fardos funerarios de la cultura Chancay, este dato podría ser posible considerando su cercanía a Reinaldo Luza (uno de los primeros coleccionistas que reconocieron el estatuto artístico de las telas pintadas y la cerámica Chancay).
Es desde su establecimiento en Lima a partir del 71, que sus personajes comienzan a tomar volumen y con ello también protagonismo; es así que se inicia la época de los mitos. Según Wuffarden, hay un sentido trascendente a la idea de viaje (cambio, investigación, adquisición de experiencia vital) sus seres míticos son presentados como viajeros; creando símbolos que revelan realidades, según las palabras de Tilsa que las acercan o las orientan. Comienza a pintar anhelos de realidades. Como driría Watanabe: «había una antigua nostalgia del futuro». Tilsa hace explícita su intención de crear una cosmogonía, una visión del orden del universo.

## Importancia
La cultura popular, el realismo social y el indigenismo fueron sus primeras influencias, las que personalizó fusionándolas con sus orígenes japoneses, la mitología quechua y el arte precolombino que le atraía. Las imágenes figurativas, dramáticas o misteriosas eran parte de su visión del universo externo como proyección de su mundo interno.
Durante el último año de su vida, Petroperú le dedicó una exposición retrospectiva, que reunió alrededor de 50 obras realizadas entre 1959 y 1984. Fue la primera vez que su logro pictórico fue sometido a una visión de conjunto y el impacto resultó tan contundente que contribuyó a consolidar el mito de Tilsa como creadora. Forma parte, junto con Herman Braun-Vega, de los dos artistas peruanos citados por Damián Bayón en su libro Artistas contemporáneos de América Latina. Hoy en día es reconocida como parte del grupo de surrealistas peruanos de la década de los setenta.
Un cuadro de Tilsa Tsuchiya se convirtió en la obra de arte peruana por la que se ha pagado más en la historia del Perú y es uno de los más valiosos a nivel mundial. El cuadro Tristán e Isolda, de Tilsa Tsuchiya, logró la cifra final de 882,000 dólares en la subasta realizada por la agencia Sotheby's en Nueva York.
El Banco Central de Reserva del Perú emitió un nuevo billete de 200 soles con la imagen de Tilsa Tsuchiya, una de las pintoras más importantes a nivel nacional e internacional.

## Listado de obras
| - Arlequín (1955), propiedad del Banco del Nuevo Mundo (en liquidación) - Bodegón (1956) - Músicos andinos (1968) - Cuarteto indio (1967) - Aro Negro (1968) - Soledad (1968) - Niña en la noche (1968) - Los comensales (1968) - Aguas superiores (1969) - Machu Picchu (1970) - Bodegón con pato (1971) - Guardián del viento (1971) - Paraíso (1971) - Canto de guerra santa (1972) - La gran madre (1972) - Mito de los sueños (1974) - Escorpión (1974) - Mujer volando (1974) - El mito del pájaro y las piedras (1975) - Mito del fruto (1975) - Mito de la laguna (1975) | - Tristán e Isolda (1974-1975) - El mito del guerrero rojo (1976) - Mito del árbol (1976) - Mito de la mujer y el vuelo (1976) - Pelícano (1978) - Mujer y mono (1979) - La mujer de las islas (1979) - Dibujo a tinta con acuarela (s/t) (1970) - Macchu Picchu (1971) - Dibujo a tinta con témpera (s/t) (1973) - El puma de agua (1970) - Litografía (s/t) (1976) |

## Exposiciones
Entre 1959 y 1984, se realizaron 14 muestras individuales y participó en 33 colectivas. Destacando como destinos: Washington D. C., México DF, París, Santiago de Chile, La Habana, Ámsterdam, Caracas, São Paulo y Osaka.
- 1959: Instituto de Arte Contemporáneo, Lima.
- 1966: Galería Cimaise, París.
- 1968: Instituto de Arte Contemporáneo, Lima.
- 1968: Club Centrel, Trujillo.
- 1970: Instituto de Arte Contemporáneo, Lima. Premio Teknoquímica.
- 1971: Galería Nuccallayme, Lima.
- 1972: Galería Carlos Rodríguez Saavedra.
- 1972: Instituto de Arte Contemporáneo, Lima. Dibujos para el libro Noé Delirante.
- 1975: Galería Ars Concentra, Lima. Tristán e Isolda.
- 1976: Galería Astrolabio, Lima. El puma de agua.
- 1976: Galería Enrique Camino Brent, Lima. Mitos.
- 1980: Tilsa representante de la pintura peruana a la XV Bienal de São Paulo.
- 1984: Sala de Arte de Petroperú. Retrospectiva.
- 1987: La Estación de Barranco.
- 1989: Galería Enrique Camino Brent, Lima.
- 1990: Galería Límaginaire, Alianza Francesa de Miraflores. Homenaje a Tilsa Tsuchiya.
- 1990: Galería Enrique Camino Brent, Lima.

## Premios y reconocimientos
En 2022 recibió un reconocimiento póstumo por parte del Ministerio de la Mujer y Poblaciones Vulnerables (MIMP) del Estado peruano, el cual, mediante un decreto en ocasión del 8 de marzo, otorgó la condecoración Orden al Mérito de la Mujer a Tilsa Tsuchiya y otras 24 mujeres peruanas, siendo destacadas por su tarea en la defensa de los derechos y por promover la igualdad de género. En particular, Tsuchiya fue reconocida por «su contribución al desarrollo de las artes plásticas en el país y la eliminación de barreras para la igualdad de género».
En 1970 recibió el Premio Bienal de Pintura Teknoquímica.
Fue Medalla de Oro de la Promoción 1959 en la Escuela de Bellas Artes.
En 1957 obtuvo el segundo premio del Salón Municipal.
En diciembre de 2023, el gobierno peruano la eligió para ser la nueva imagen del billete de 200 soles.